# 강구초등학교 금진분교
강구초등학교 금진분교는 대한민국 경상북도 영덕군에 있었던 공립 초등학교이다.

## 학교 연혁
- 1939년 4월 1일 금진간이보통학교 개교
- 일자미상 금진국민학교 개편
- 1995년 9월 1일 강구국민학교 금진분교장 격하 편입
- 1996년 3월 1일 강구초등학교 금진분교장 개칭, 폐교 및 강구초등학교 통폐합

## 참고 자료
- 강구초등학교금진분교장 - 한국교육학술정보원 학교알리미